# Korpus Ochrony Pogranicza

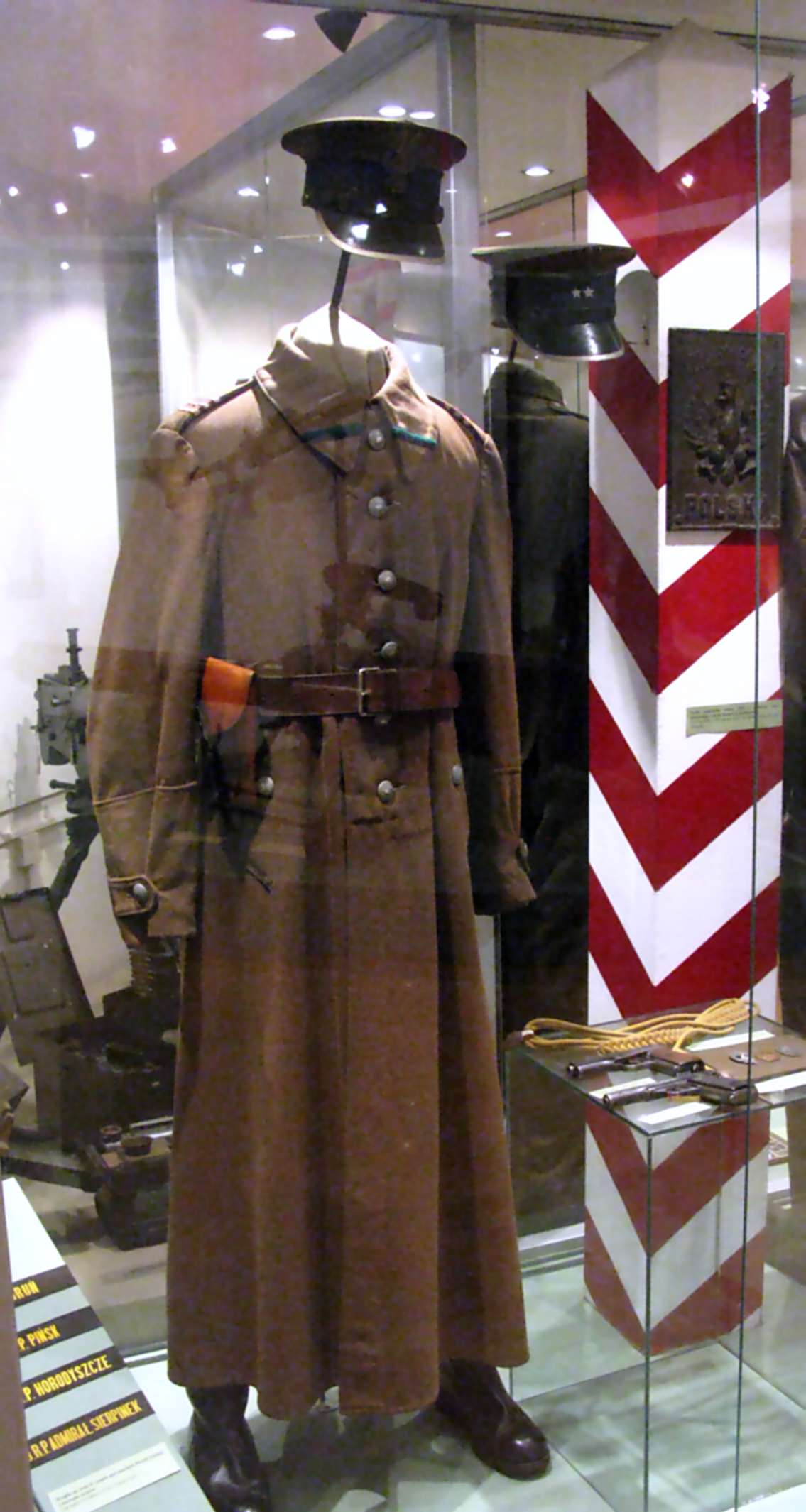
Uniforme d'un garde-frontière du KOP avant 1939.

Les frontières de la Deuxième république de Pologne, 1921-1939.

Le Korpus Ochrony Pogranicza (KOP, littéralement « Corps de Protection des Frontières ») est une formation militaire polonaise, créée en 1924 et dissoute en 1939, afin de défendre les frontières orientales du pays contre les incursions armées soviétiques et les bandits locaux. Les autres frontières sont sous la juridiction d'un organisme distinct, les garde-frontières (en) réguliers (Straż Graniczna) dépendant de la sécurité de l’État.
Bien que le corps ait fait partie des forces armées polonaises, il était directement rattaché au ministère de l'Intérieur et non pas au Ministère de la Défense nationale. Constitué de soldats d'élite venus des quatre coins de la Pologne, il était organisé en 6 brigades et 5 régiments, chacun gardant une partie de la frontière avec l'URSS. Lors de sa première année d'existence, il arrête 5 000 personnes tentant de franchir la frontière illégalement et 89 escarmouches ont lieu, principalement avec des bandits venus d'URSS.
Il est dissous à la fin de la campagne du Pologne en septembre 1939 qui voit l'invasion du pays par les Allemands à l'ouest et par les Soviétiques à l'est.

## Ordre de bataille en 1939
| KOP en mars 1939 :   | Bataillons d'infanterie | Escadrons de cavalerie | Commandes d'artillerie | Batteries d'artillerie | Compagnies de soldats du génie |          |          |          |          |          |          |          |          |
| Brigades             | Brigades                | Brigades               | Brigades               | Brigades               | Brigades                       | Brigades | Brigades | Brigades | Brigades | Brigades | Brigades | Brigades | Brigades |
| -------------------- | ----------------------- | ---------------------- | ---------------------- | ---------------------- | ------------------------------ | -------- | -------- | -------- | -------- | -------- | -------- | -------- | -------- |
| Grodno               | 2                       | 1                      |                        |                        | 1                              |          |          |          |          |          |          |          |          |
| Polesie              | 3                       | 1                      |                        |                        | 1                              |          |          |          |          |          |          |          |          |
| Podole               | 4                       | 3                      | 1                      |                        | 1                              |          |          |          |          |          |          |          |          |
| Régiments            |                         |                        |                        |                        |                                |          |          |          |          |          |          |          |          |
| Wilno                | 3                       | 1                      |                        |                        |                                |          |          |          |          |          |          |          |          |
| Głębokie             | 4                       | 3                      |                        |                        |                                |          |          |          |          |          |          |          |          |
| Wilejka              | 3                       | 2                      |                        |                        | 1                              |          |          |          |          |          |          |          |          |
| Wołożyn              | 2                       | 1                      |                        |                        |                                |          |          |          |          |          |          |          |          |
| Snów                 | 3                       | 2                      |                        | 1                      | 1                              |          |          |          |          |          |          |          |          |
| Sarny                | 3                       | 3                      |                        |                        |                                |          |          |          |          |          |          |          |          |
| Zdołbunów            | 4                       | 4                      |                        |                        | 1                              |          |          |          |          |          |          |          |          |
| 1er régiment         | 2                       |                        |                        |                        |                                |          |          |          |          |          |          |          |          |
| 2e régiment          | 2                       |                        |                        |                        |                                |          |          |          |          |          |          |          |          |
| Autres unités        |                         |                        |                        |                        |                                |          |          |          |          |          |          |          |          |
| Sous-officiers (NCO) | 3                       |                        |                        | 1                      |                                |          |          |          |          |          |          |          |          |
| Total                | 38                      | 21                     | 1                      | 2                      | 6                              |          |          |          |          |          |          |          |          |

## Commandants successifs
- Général Henryk Minkiewicz
- Colonel Stanisław Tessaro (8 avril 1929-1930)
- Général Jan Kruszewski (1930-juillet 1939)
- Général Wilhelm Orlik-Rückemann (30 août 1939-octobre 1939)